# Ruiz Oria
Ruiz Oria o Ruiz de Oria
Rama cántabra del linaje guipuzcoano de los Oria (Véase Apellido Oria).

## Origen
Los Ruiz Oria descienden de ferrones guipuzcoanos procedentes de Legorreta, en la comarca del Goyerri (cuenca alta del río Oria), en Guipúzcoa. Se afincaron a finales del siglo siglo XV en el barrio de Quintanilla de Espinosa de los Monteros (Burgos). A comienzos del siglo XVI pasaron al sel del Monchino, en el valle de Viaña, término de Vega de Pas (Cantabria). En el siglo XVIII tuvieron casa solar en la villa de Vega de Pas.
De la rama troncal Ruiz de Oria descienden los Oria de Rueda pasiegos.

## Grafía
Tuvo en origen la grafía Ruiz de Oria, aunque a partir del siglo XVII es más frecuente encontrarlo en los libros sacramentales de Vega de Pas como Ruiz Oria, forma característica de transcribir los apellidos compuestos pasiegos que acabó imponiéndose en Cantabria.

## Ramas
El patronímico Ruiz era un añadido y ya desde el mismo siglo XVI empezó a caer en desuso, desapareciendo en Cantabria a finales del siglo XIX, quedando el apellido simplemente como "Oria".
Hubo una rama de los Ruiz Oria en Villarcayo, que paso a Burgos, pero el apellido compuesto se perdió a comienzos del siglo XX.
Otra rama de los Ruiz Oria pasó en el siglo XIX a Jaén, con presencia en las localidades de Rus, Úbeda, Torreperogil e Iznatoraf. El apellido también se perdió a mediados del siglo XX.
En la actualidad solo conserva el apellido completo "Ruiz Oria" la rama de Vizcaya (País Vasco).

## Etimología
- Ruiz: patronímico compuesto de Rui, abreviatura del nombre godo Ruderig, y el sufijo -iz, "hijo de".
- Oria: hidrónimo prerromano derivado de la raíz *aur-, con el significado de "fuente" (véase Etimología del apellido Oria).